# Výrava (Hradec Králové-i járás)
Výrava település Csehországban, a Hradec Králové-i járásban. Výrava Jílovice, Černilov, Libřice, Libníkovice, České Meziříčí és Králova Lhota településekkel határos. Lakosainak száma 437 fő (2024. január 1.).

## Népesség
A település lakosságának változását az alábbi diagram mutatja:
| Lakosok száma | 777  | 775  | 666  | 492  | 384  | 376  | 399  | 402  | 418  | 437  |
|               | 1869 | 1900 | 1921 | 1961 | 1980 | 2011 | 2016 | 2019 | 2021 | 2024 |